# NGC 3659
NGC 3659 (również PGC 34995 lub UGC 6405) – magellaniczna galaktyka spiralna z poprzeczką (SBm), znajdująca się w gwiazdozbiorze Lwa. Odkrył ją William Herschel 14 marca 1784 roku.